# Sciara foliorum
Sciara foliorum är en tvåvingeart som först beskrevs av Rudow 1875.  Sciara foliorum ingår i släktet Sciara och familjen sorgmyggor.
Artens utbredningsområde är Tyskland. Inga underarter finns listade i Catalogue of Life.